# 维克托尔·科津
维克托尔·米哈伊洛維奇·科津（俄语：Виктор Михайлович Козин，1953年2月2日—）是一位蘇聯海軍工程師、船舶設計師和一種新破冰方法的發明者，稱為破冰共振法。1994年，他在符拉迪沃斯托克從事可變形固體力學方面的工作，獲得技術科學助理教授職位。他於1996年成為全職教授，並於2000年被授予蘇聯榮譽發明家稱號。自2008年以來，他一直是一名蘇聯自然科學院的成員。
科津獲得俄羅斯科學院院長頒發的文憑（1999），並獲得俄羅斯聯邦教育與科學部的資助（2006）。他在船舶靜力學和動力學理論、船舶設計、水力學、流體力學、潛艇建造方面的學術和科學成就獲得了許多獎項。他也著作兩本工程學和十二本關於海軍設計領域教育方法的著作。
在科津的參與下，他在Komsomolsk-on-Amur國立技術大學（Komsomolsk-on-Amur State Technical University）完成了牽引池（45x4,2x4m）的施工。

## 生平
维克托尔·科津出生于1953年2月2日。1975年他在综合技术学院里学习，1983年他在综合技术学院里面读博士。1974年他在装配工在造船厂里做工。从1975年到今天维克托尔·科津在共青城阿穆尔国立技术大学里工作。现在他当教授和教研室主任。

## 学位
- 技术科学副博士1984船工程设计（高尔基市）
- 技术科学博士1984变形刚体力学（符拉迪沃斯托克）

## 科学著作
- 维克托尔·科津把破冰盖的破坏共振法 （页面存档备份，存于）制订于运用到实际中去。这个方法是水陆两用的船用的，这就是把能源消耗比传统工艺规程减少几倍。
- 他提出潜水船破冰船的质量评价的方法。
- 他把提高建筑物的能力的结构制定了。
- 他把利用冰床工艺规程为运输改善了。

## 成就及荣誉
维克托尔·科津撰寫了500多篇出版物，其中包括俄羅斯聯邦教育與科學部高級認證委員會的18篇出版物。他在國際會議上作了35次報告，出版了8部專著，擁有320多項發明專利。
- 俄羅斯聯邦榮譽發明家（2000）
- 在俄羅斯發展發明而被RANS主席團授予獎章。 (2007)
- 哈巴羅夫斯克邊疆區州長大學教授競賽一等獎獲得者（2009）
- 在「阿基米德」競賽中獲得三枚銀牌，以紀念俄羅斯最新發明誕生100週年（聖彼得堡，2009年3月）
- 在1X莫斯科國際創新與投資沙龍（莫斯科，2009年8月）獲得兩枚銀牌和一枚銅牌
- 聖彼得堡技術博覽會銀牌（聖彼得堡，2010年3月）。
- 在第十屆國際創新與投資沙龍銀獎（莫斯科，2010 年 8 月）。
- 第十四屆莫斯科國際發明和創新技術沙龍獲得銅牌「阿基米德銅牌-2011」（莫斯科，2011）
- 第十四屆莫斯科國際發明與創新技術沙龍獲得金牌「阿基米德金牌-2011」（莫斯科，2011）[需要解释]

## 外部連結
- 百科全书 - 俄罗斯科学家 - 独联体国家科学家 （页面存档备份，存于）
- 全俄百科全书-俄罗斯科学家 莫斯科 自然科学院，2010，784页